# Mompha magnatella
Mompha magnatella é uma espécie de mariposa do gênero Mompha pertencente à família Coleophoridae.